# Compagnie d'Eustache
La Compagnie d'Eustache, créée en 1988, est un ensemble instrumental vaudois de jazz.

## Biographie
La Compagnie d'Eustache a été créée par le tromboniste Jean-François Bovard dans les studios de l'école de jazz et de musique actuelle (EJMA) à Lausanne. Il s'agit d'un ensemble formé à la base de trois trompettes, trois trombones, un cor, un tuba et de percussions, et qui joue sous la direction de J.-F. Bovard. Suivant les besoins des nouvelles créations cette formation peut accueillir d'autres instruments.
Après deux années de travail en atelier, la compagnie vouée à l'exploration des trompes d'Eustache, crée deux spectacles musicaux : Voyage à l'intérieur d'une trompe, suite musicale en treize tableaux illustrant les pérégrinations d'un personnage imaginaire, créé au théâtre de l'Echandole à Yverdon-les-Bains le 9 novembre 1990 (CD enregistré en public à la Cave du Théâtr'Onze de Lausanne les 18 et 19 octobre 1991, distribué par Plainisphare) et Dr Jekyll et Mr Hyde, spectacle musical tiré du roman de R. Stevenson, Le Cas étrange du Dr Jekyll et Mr Hyde, mis en scène par Pascal Auberson et créé au théâtre de l'Octogone de Pully le 26 février 1993 (CD enregistré au Loreleï Studio et distribué par Disques Office, Fribourg). Suit en 1995 le spectacle musical Flibuste, composé par Jean-François Bovard, créé au théâtre de l'Octogone en novembre 1995, enregistré à la salle Davel de Cully en avril 1995 (CD distribué par Rec Rec). En 1997, la compagnie prend le nom de Bovard Orchestra et se consacre, dès lors, à l'interprétation d’œuvres originales de compositeurs suisses pouvant réunir plus de trente musiciens. Sous ce nom, l'ensemble participe à la Fête des Vignerons de 1999, interprétant la "cérémonie du couronnement" ; en 2001, il crée le spectacle Le grand fromage, opéra-bouffe sur des musiques de Jean-François Mathieu et de Jean-François Bovard ainsi que "l'oratorio des énergies" Écho d'Éole en association avec l'ensemble vocal d'Erguël. En 2002, Jean-François Bovard compose le spectacle d'ouverture de l'Expo.02, interprété par le Bovard Orchestra et mis en scène par François Rochaix, et dirige plus de mille musiciens lors de la Journée Vaudoise à Yverdon-les-Bains, couronnement de la carrière de Jean-François Bovard, un an avant son décès d'un cancer en 2003. Le Bovard Orchestra donne encore un concert posthume, prévu avant son décès à la salle Paderewski de Lausanne, Rhapsodies, sur des compositions de 1979 à 1993, choisies par Nicole Aubert et Popol Lavanchy et arrangées par Antoine Auberson. Le concert est dirigé par le chef de chœur et tromboniste Philippe Krüttli. En parallèle, Jean-François Bovard fonde en 1996 avec le contrebassiste Popol Lavanchy l'association Eustache destinée à promouvoir la recherche et la création musicales. Cette association est dirigée actuellement par le clarinettiste et saxophoniste Jean-Samuel Racine.
Après le décès de son fondateur, l'association Eustache continue d'être très présente dans la vie musicale lausannoise, réunissant une cinquantaine de musiciens et d'artistes associés. Au Bovard Orchestra succède Le Grand Eustache, orchestre d'une trentaine de musiciens aujourd'hui dirigés par Philippe Krüttli, réunissant des musiciens de toute la Suisse romande, issus de formations diverses, du classique au rock en passant par la fanfare et le folklore, mettant un point d'honneur à ne jamais oublier la dimension festive de la musique. Nicole Aubert, corniste, a participé à toutes les aventures du Bovard Orchestra. Nicole Bovard, peintre et épouse de Jean-François Bovard, a créé en 2003 l'association Paragone, destinée à promouvoir et perpétuer l’œuvre du compositeur.

## Sources
- « Compagnie d'Eustache », sur la base de données des personnalités vaudoises sur la plateforme « Patrinum » de la Bibliothèque cantonale et universitaire de Lausanne.
- Bovard, Jean-François, La Compagnie Eustache, Flibuste, Rec Rec, 1995, cote BCUL: DCR 5176
- La Compagnie Eustache, Dr Jekyll & Mr Hyde, Disques Office, 1992, cote BCUL: DCJ 311
- Bovard, Jean-François, La Compagnie d'Eustache, Voyage à l'intérieur d'une trompe, 1991, Plainisphare, cote BCUL: DCJ 2436
- Bovard, Jean-François, Rhapsodies, concert du Bovard Orchestra, sous la direction de Philippe Krüttli, Association Paragone, 2003, cote BCUL: DCJ 3003
- Bovard, Jean-François (musique), Péclat, Pierre Louis (texte), Écho d'Éole, oratorio des énergies pour chœur, ténor, orchestre et danseuse, Bovard Orchestra et Ensemble Vocal d'Erguël, 2001, cote BCUL: DCJ 2439
- Spectacle d'ouverture Expo
- 02, Universal Music Switzerland, 2002, cote BCUL: DCV 12
- collectif, Jean-François Bovard, musicien : témoignages et photographies, suivis d'un catalogue de ses œuvres par Jean-Louis Matthey et Jacques Beaud de la Bibliothèque cantonale et universitaire, Lausanne, Lausanne, Éditions d'en bas, 2005
- Gaillard, Florence, "Cully fête "Bobo" pour qu'il ne se taise jamais", Le Temps, 2004/04/05
- Poget, Jacques, "Tous les climats de Bobo", 24 Heures, 2007/01/29, p. 31
- Robert, Arnaud, "L'adieu à Jean-François Bovard", Le Temps, 2003/11/11
- Demidoff, Alexandre
- Koutchoumoff, Lisbeth, "François Rochaix: Un rêve de titan pour ouvrir Expo.02", Le Temps, 2002/04/30
- Robert, Arnaud, "Jean-François Bovard et le trombone passa", Le Temps, 2003/11/05.